# Йозеф Гуг
Йо́зеф Гуг (нім. Josef Hug; 7 грудня 1903, Унтервац — 6 жовтня 1985, Валенштадт) — швейцарський майстер з лозоплетіння, коробейник та письменник, що писав бюнднерським діалектом.

## Життєпис

### Родина
Йозеф Гуг був сином Йозефа Антона Гуга, працівника друкарні, доглядача у Пфеферсі та народного музиканта в Давосі.
Завдяки посередництву сестри він придбав будинок у Валенштадті, де й оселився у 1949 році. Він залишився неодруженим протягом усього життя і був похований на кладовищі у Валенштадті.

### Становлення
Йозеф Гуг виріс переважно у своєї бабусі, яка була коробейницею, у бідних умовах після розлучення батьків, і в дитинстві та юності часто переїжджав. Спочатку він відвідував початкову школу в Патналі біля Унтерваца, а останній рік навчання провів у школі в Флумсі. Після цього до 1928 року працював на прядильній фабриці Шперрі у Флумсі. Від учительської освіти, якої він прагнув, довелося відмовитися з фінансових причин.
Через хворобу — кістковий туберкульоз (існувала загроза ампутації лівої руки) — він втратив роботу, після чого, одужавши, став майстром з лозоплетіння, мандруючи від села до села в Зарганзерланді та Гларус.
З 1939 по 1943 рік його неодноразово призивали до армії як санітара, переважно в ті періоди, коли попит на плетені кошики був дуже високим. З часом він розробив різні форми високоякісних кошиків.

### Письменницька та громадська діяльність
Йозеф Гуг був активним у товариствах Флумса як протоколіст та автор звітів про подорожі.
Після того, як він самостійно вдосконалив свої музичні навички, він грав як скрипаль у різних музичних колективах.
Він є автором кількох оповідань, написаних діалектом, які частково транслювалися на радіо DRS ще до їх публікації, зокрема S Gmaiguet (1959), Der Valtilenz (1961), реформаційний роман Dunggli Wolgga ob Salaz (1967) та оповідання Der Rhy chunnt hoch (1973).
Його популярність різко зросла після того, як Карл Зеліг представив його публіці у статті в Tages-Anzeiger.
У 1977 році вийшли його Спогади майстра з лозоплетіння німецькою мовою.

## Нагороди та відзнаки
18 травня 1974 року Йозеф Гуг отримав культурну премію Спільноти долини Зарганзерланд на знак визнання його літературної творчості, яка вручалася з 1964 року; лаудаціо виголосив політик з Флумса Готтфрід Гобі.
З 1983 року він був почесним членом Товариства замків Унтерваца, яке також володіє його літературною спадщиною.
У 2011 році Унтервац вшанував Йозефа Гуга виставою просто неба за його романом Dunggli Wolgga ob Salaz, у якій головні ролі виконали мецо-сопрано Марія Вікторія Гаас та тенор Петер Галліард.

## Вибрані твори
- S Viöleli. 1950.
- Haidaggergreet.
- S Gmaiguet. Історія унтервацьким діалектом. Самовидання, 1960.
- На батьківщині Вальтіленца. У: Bündner Jahrbuch. Том 2, 1960.
- Der Valtilenz. Історії з Унтерваца. Volksverlag, Айгг 1961.
- Dunggli, Wolgga ob Salaz. Роман з важких часів Бюнднерланду. Calven-Verlag, Кур 1967.[5]
- Намісник Бернольд: Великий державний діяч, шультгейс Валенштадта, поет і бард з Ріви. Buchdruck + Offset, Бад-Рагац 1972.
- Der Rhy chunnt hoch. Оповідання діалектом. Calven-Verlag, Кур 1973.
- Радощі та страждання письменника. У: Bündner Jahrbuch. Том 16, 1974, с. 55–60.
- Спогади майстра з лозоплетіння. Sarganserländische Buchdruckerei, Мельс / Флумс 1977.[6]
- Пастух з Цвайкірхена. Самовидання, 1980.
- Верена Марія Вісс, Оскар Екгардт (ред.): Зібрання творів. 2 томи. Кур 2003.